# Sándwich aliado
El aliado es un sándwich de jamón con queso frío, en pan amasado con mantequilla a preferencia, bastante popular en Chile.
Se considera un precursor del Sándwich Barros Jarpa, pero sin poner en el horno y con mantequilla (o mayonesa), por lo que le da un sabor más natural que el original. Se puede acompañar con salsas como ketchup y/o mostaza.
De igual manera se puede utilizar otros tipos de pan para elaborarlo, como el pan de molde, la hallulla o la marraqueta.